# Föreningen för kvinnans politiska rösträtt i Vadstena
Föreningen för kvinnans politiska rösträtt i Vadstena, även kallad Vadstenaföreningen för kvinnans politiska rösträtt, var Vadstenas lokalförening inom Landsföreningen för kvinnans politiska rösträtt (LKPR). Föreningen bildades 1904 och var verksam lokalt i Vadstena för införandet av kvinnors rösträtt i Sverige.
Bland aktiviteterna fanns föredrag, samkväm, insamling av medel och förhandlingar om samarbete med andra organisationer. 

## Historik
Föreningen för kvinnans politiska rösträtt i Vadstena bildades 21 mars 1904. Föreningen anslöt sig först 1907 till Landsföreningen för kvinnans politiska rösträtt. Vadstena upphörde som självständig förening 1908.

## Ordförande
- 1907–1909: Ebba de Laval
- 1915–1919: Maria Lybeck